# Comté de Randall
Pour les articles homonymes, voir Randall.
Le comté de Randall, en anglais : Randall County, est un comté situé dans le nord de l'État du Texas aux États-Unis. Le siège du comté est Canyon. Selon le recensement de 2020, sa population est de 140 753 habitants.

## Géographie
Le comté a une superficie de 2 389 km2, dont 2 368 km2 en surfaces terrestres.

## Comtés adjacents
| Comté d'Oldham      | Comté de Potter                  | Comté de Carson   |
| comté de Deaf Smith | Comté de Randall                 | comté d'Armstrong |
| Comté de Castro     | Comté de Swisher Comté de Castro | Comté de Swisher  |

## Démographie
| Groupes           | Comté de Randall | Texas | États-Unis |
| ----------------- | ---------------- | ----- | ---------- |
| Blancs            | 88,9             | 70,4  | 72,4       |
| Autres            | 5,5              | 10,6  | 6,4        |
| Afro-Américains   | 2,4              | 11,9  | 12,6       |
| Métis             | 2,2              | 2,5   | 2,7        |
| Asiatiques        | 1,4              | 3,8   | 4,8        |
| Amérindiens       | 0,7              | 0,7   | 0,9        |
| Total             | 100              | 100   | 100        |
|                   |                  |       |            |
| Latino-Américains | 16,4             | 37,6  | 16,7       |

Selon l'American Community Survey, pour la période 2011-2015, 89,55 % de la population âgée de plus de 5 ans déclare parler espagnol à la maison, alors que 8,22 % déclare parler l’anglais et 2,23 % une autre langue.